# Kanton Saint-Sauveur-le-Vicomte
Saint-Sauveur-le-Vicomte is een voormalig kanton van het Franse departement Manche.
Het kanton viel onder het arrondissement Valognes tot dat in 1926 werd opgeheven en het kanton werd opgenomen in het arrondissement Coutances. In 1963 werd het kanton overheveld naar het arrondissement Cherbourg. Op 22 maart 2015 werd het kanton opgeheven en werden de gemeenten toegevoegd aan het aangrenzende kanton Bricquebec.

## Gemeenten
Het kanton Saint-Sauveur-le-Vicomte omvatte de volgende gemeenten:
- Besneville
- Biniville
- La Bonneville
- Catteville
- Colomby
- Crosville-sur-Douve
- Étienville
- Golleville
- Hautteville-Bocage
- Les Moitiers-en-Bauptois
- Néhou
- Neuville-en-Beaumont
- Orglandes
- Rauville-la-Place
- Reigneville-Bocage
- Sainte-Colombe
- Saint-Jacques-de-Néhou
- Saint-Sauveur-le-Vicomte (hoofdplaats)
- Taillepied